# Trzcińskie Kurpiowskie
Trzcińskie Kurpiowskie – od 1.04.1973 zlikwidowany wąskotorowy kolejowy przystanek osobowy w Trzcińskiem, w województwie podlaskim, w Polsce.